# Maxine Waters
Maxine Moore Waters wcześniej Maxine Moore Carr (ur. 15 sierpnia 1938 w Saint Louis) – amerykańska polityczka, członkini Partii Demokratycznej.

## Działalność polityczna
Od 1977 zasiadała w Zgromadzeniu Stanowym Kalifornii. Następnie od 3 stycznia 1991 do 3 stycznia 1993 przez jedną kadencję była przedstawicielką 29. okręgu, od 3 stycznia 1993 do 3 stycznia 2013 przez dziesięć kadencji była przedstawicielką 35. okręgu, a od 3 stycznia 2013 jest przedstawicielką 43. okręgu wyborczego w stanie Kalifornia w Izbie Reprezentantów Stanów Zjednoczonych.